# کورشاب (رود)
کورشاب (به لاتین: Kurshab) یک رود در قرقیزستان است که در استان اوش واقع شده‌است.